# Tom Tavares
António Sérgio Lopes Tavares (sinh ngày 12 tháng 6 năm 1987) là một cầu thủ bóng đá người Cabo Verde thi đấu cho câu lạc bộ Bồ Đào Nha Casa Pia, ở vị trí tiền vệ.

## Sự nghiệp
Sinh ra ở Tarrafal, Tavares từng thi đấu cho Estrela dos Amadores, Sporting Clube da Praia, Anadia, Primeiro de Agosto, Benfica de Luanda và Oriental de Lisboa. Vào tháng 6 năm 2016 anh ký hợp đồng với Académica.
Anh ra mắt quốc tế cho Cabo Verde năm 2009.